# Renault OS
Der Renault OS war eine Omnibus-Reihe von Renault, die um 1931 in verschiedenen Versionen produziert wurden. 

## Beschreibung

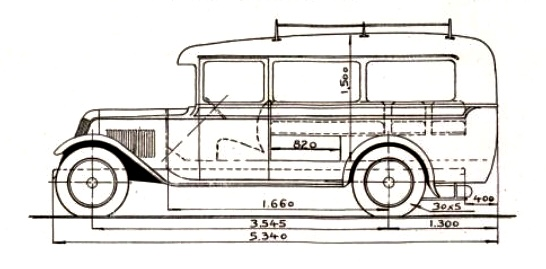
Renault OS Seitenansicht

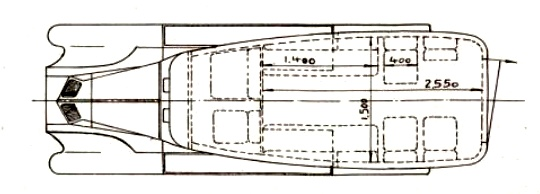
Renault OS Draufsicht

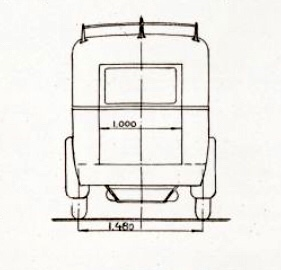
Renault OS Heckansicht

Der Renault OS hatte einen 2120-cm³-Vierzylindermotor-Ottomotor (75 mm Bohrung und 120 mm Hub) mit 35 PS (25,7 kW).
Die Zeichnungen zeigten einen weich verrundeten Aufbau, der jedoch als Postbus eckiger ausgeführt wurde. Dadurch konnten Aufbauhersteller ohne Umformwerkzeuge mit der Ausstattung beauftragt werden. Die zugelassene Zuladung betrug laut Renault 1800 kg. Das war ausreichend, um 10 bis 12 Passagiere plus rund 300 kg Postpakete zu transportieren. In dieser Konstruktionszeichnung gab es zwei quer zur Fahrtrichtung angeordnete Sitzbänke für jeweils drei Personen. Hinzu kamen anschließende Klappsitze für jeweils zwei Personen, sodass entweder 10 Personen im Fahrgastraum Platz fanden oder bei hochgeklappten Sitzen entsprechend mehr Pakete. Die Heckeinstiegstür war 1000 mm breit. Um einen sicheren Ausstieg zum Straßenrand zu ermöglichen, war sie links angeschlagen. Auf der vorderen Sitzbank konnten bei Bedarf zwei weitere Gäste Platz finden. Der Fahrgastraum hatte eine Länge von 2550 mm bei einer Breite von bis zu 1500 mm. Die Stehhöhe war mit lediglich 1500 mm gering, so dass man in gebückter Haltung seinen Sitzplatz einnehmen musste. Das Fahrzeug hatte einen Radstand von 3545 mm und eine Spurweite von 1480 mm. Die Fahrzeuggesamtlänge betrug 5340 mm. Ein Ersatzreifen war ursprünglich unter dem Fahrzeug in einer klappbaren Halterung angebracht. Bei den Postbussen befand sich der Ersatzreifen aber oft vor dem auf dem Fahrzeugdach angebrachten Gepäckträger für sperriges Gut. Die Bereifung hatte die Größe 30 × 5.
Den OS gab es neben der Busausführung auch als Lieferwagen mit ebenfalls bis zu 1800 kg Nutzlast.
Die Bezeichnung OS hat keinen direkten Bezug zum Fahrzeugtyp. Neuentwicklungen wurden von Renault bis 1945 chronologisch mit den Buchstaben A bis Z, danach mit den Buchstabenfolgen AA, AB … ZZ und schließlich AAA usw. bezeichnet. Dabei spielte es keine Rolle, ob es sich um Automobile, Traktoren, Panzer, Busse, Schienenfahrzeuge, Schiffs- oder Flugzeugmotoren usw. handelte.